# IBM 1400

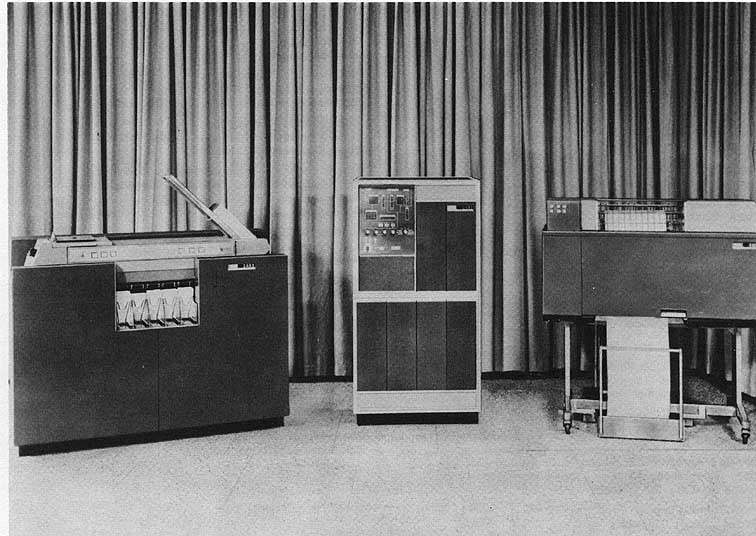
IBM 1401 Data

IBM 1400 var en serie andra generationens transistorbaserade datorer tillverkade av IBM från 1959 och framåt till slutet av 1960-talet. Datorerna lagrade information i kärnminne i form av textsträngar av variabel längd. Som stöd för in- och utmatning fanns hålkort, magnetband och skrivare. Disklagring var också tillgänglig.
Modeller i serien var:
- IBM 1240 - 1963 för banksystem
- IBM 1401 - 1959
- IBM 1410 - 1960
- IBM 1420 - 1962
- IBM 1440 - 1962
- IBM 1450 - 1968 för banker
- IBM 1460 - 1963
- IBM 7010 - 1962